# Кавказознавство
Кавказознавство, кавказологія (азерб. Qafqazologiya; чеч. Кавказйовзар; груз. კავკასიოლოგია; ос. Кавказзонынад) — галузь наукових дисциплін, що вивчають Кавказ, та пов'язані з ним проблеми - історію, економіку, літературу, мови, мистецтво, релігію, філософію, етнографію, проблеми безпеки, пам'ятники матеріальної та духовної культури.

## Історія
Загалом інтерес до Кавказу та його держав спостерігався ще з античності. Про Кавказ писали Геродот і Страбон. Кавказознавство як окрема галузь наукової дисципліни з'явилася приблизно на початку XX століття, виокремившись із загального циклу сходознавства. Напрями кавказознаства досліджувалися як в Європі, так і в Росії. Серед відомих кавказознавців - Адольф Берже, Михайло Алєксєєв, Василь Абаєв, Кетан Ломтатідзе, Ребека Гулд.

## Напрями
Основні напрями кавказології - азербайджанознавство, картвелологія, вірменістика, дагестанознавство, осетинознавство, чеченознавство, інгушознавство, карачаєво-балкарознавство, адигознавство, абхазознавство.

## Центри кавказознавства

### Росія
- Адигейський республіканський інститут гуманітарних досліджень імені Т.М. Керашева.
- Кабардино-Балкарський інститут гуманітарних досліджень.
- Північнокавказький НІІ економічних та соціальних проблем (Центр системних регіональних досліджень та прогнозування ІППК ЮФУ м. Ростова-на-Дону).
- Інститут соціології та регіонознавства ЮФУ.
- Інститут соціально-політичних досліджень РАН (Ростов-на-Дону).
- Відділ кавказьких мов Інституту мовознавства РАН (Москва).
- Кабардино-Балкарський державний університет імені Х. М. Бербекова.

### Грузія
- Інститут мовознавства імені Арн. Чикобава (Сакартвело).
- Інститут кавказознавства (Сакартвело).
- Абхазький Інститут гуманітарних досліджень.

### Німеччина
- Відділ кавказознавства в Єнському університеті (Німеччина).